# Edward Bach
Edward Bach, (Worcestershire, Inglaterra, 24 de septiembre de 1886 - 27 de noviembre de 1936). Licenciado en Ciencias. Médico cirujano, bacteriólogo, patólogo y homeópata inglés.  Es conocido por ser el inventor de los Remedios Florales de Bach (o simplemente Flores de Bach) e igualmente, por haber desarrollado una filosofía y un método que aplica las esencias florales con fines terapéuticos conocido como terapia floral, una terapia alternativa.

## Biografía
Edward Bach nació el 24 de septiembre de 1886, en Moseley, una pequeña villa en las afueras de Birmingham, Inglaterra. 
A los 16 años Bach se une a un regimiento militar, al Cuerpo de Guardia Worcester (Worcester Yeomanry), que recientemente había venido de Sudáfrica de su enfrentamiento con los bóer. Habiendo terminado la escuela, de los 16 a los 19 años se dedicó al trabajo en la fundición de latón que tenía su padre, para ayudar y colaborar con la economía familiar. La industria de fundición de metales era una actividad local muy común.

### Carrera médica (1906-1915)
En 1906, con 20 años empezó sus estudios de Medicina en la Universidad de Birmingham. Luego se trasladó a Londres, y completó sus estudios médicos en el Hospital del Colegio Universitario (University College Hospital) en 1912, donde obtuvo varios títulos académicos: Miembro del Real Colegio de Cirujanos, Licenciado del Real Colegio de Médicos. 
A principios de 1913, en la Iglesia Parish de Hendon en Middlesex se casa con Gwendoline Caiger de 24 años. Ese mismo año Edward Bach obtiene dos licenciaturas: la Medicinae Baccalaureus, y la Licenciatura en Ciencias. Y luego agrega otro título académico: Diplomado en Salud Pública extendido por la Universidad de Cambridge en 1914.
También ejercía como Cirujano Residente para Accidentes en otra institución sanitaria, el National Temperance Hospital. 

### Incursiones terapéuticas (1915-1919)
Para 1915 comenzó a trabajar nuevamente en el Hospital del Colegio Universitario como Bacteriólogo Asistente, desarrolla una larga investigación en la terapéutica con vacunas útiles para el tratamiento de enfermedades crónicas. También daba clases de Bacteriología; y en 1916 fue nombrado Director del Departamento de Bacteriología.
En abril de 1917, a los 30 años, Gwendoline fallece de difteria. Un mes después se casa por segunda vez con Kitty Emmeline Jane Light de 27 años.
En marzo de 1919 Bach accede al Hospital Homeopático de Londres (London Homoeopathic Hospital) como Patólogo y Bacteriólogo. Continúa investigando bacterias intestinales clasificándolas según el patrón de fermentación de azúcares.

### Aproximación a la Homeopatía (1919-1928)
Ingresa en el Hospital Homeopático de Londres, 
Hacia 1920, las investigaciones de Bach se plasman en varias publicaciones médicas en el contexto homeopático, incrementando su reputación como bacteriólogo: 
1. The Relation of Vaccine Therapy to Homoeopathy, The British Homoeopathic Journal, April 1920. (Trabajo que fue utilizado como material para una exposición que hiciera Bach para la London Homoeopathic Society ese mismo mes).
2. Bach E.; Teale F.H. (1920). «The Nature of Serum Antitrypsin and its Relation to Autolysis and the Formation of Toxins». The Proceedings of The Royal Society of Medicine.
3. The Relation of Autotryptic Titre of Blood to Bacteria Infection and Anaphylaxis, F.H. Teale & E. Bach, The Proceedings of The Royal Society of Medicine, 1920.
4. The fate of ‘washed spores’ on inoculation into animals, with special reference to the Nature of Bacterial Toxaemia, F.H. Teal & E. Bach, Journal of Pathology and Bacteriology, 1920.

Ya para 1922 deja su puesto en el HHL y se muda hacia Park Crescent, donde desarrolla sus investigaciones en un laboratorio más grande, costeado por él mismo. Sin embargo, se queda con su consultorio de Harley St. donde continúa con sus prácticas médicas. Por ese entonces conoce a Nora Weeks. Tras varios problemas de relación con su esposa, Bach se separa de Kitty Light.
En 1925 Bach presenta su primer libro “La enfermedad crónica, una hipótesis en acción” escrito en colaboración con el Dr. australiano Charles E. Wheeler, quien fuera asistente de Bach durante las investigaciones en el Hospital Homeopático de Londres. Luego, para el Congreso Homeopático Internacional de 1927 celebrado en Londres, Bach y los doctores C.E. Wheeler y T.M. Dishington presentan un trabajo titulado "El Problema de la Enfermedad Crónica". Y a principios de 1928 The Medical World publica "An Effective Method of Combating Intestinal. 
En 1930 Bach publica en enero "An Effective Method of Preparing Vaccines for Oral Administration" en Medical World. En febrero publica en Homoeopathic World "Some New Remedies and New Uses". Luego aparece "Some Fundamental Considerations of Disease and Cure" también publicada en Homoeopathic World.
Desde la medicina convencional no se discute el carácter no agresivo de esta práctica, pero en la misma medida en la que se le niega cualquier valor terapéutico fuera del efecto placebo; sin embargo el uso del sistema por él desarrollado tiene sus seguidores hasta la actualidad dentro y fuera del sistema médico convencional ya que no maneja conceptos de dosis y sustancia de la medicina habitual, sino que el mismo sistema y su filosofía buscan hacer conscientes y revertir estados anímicos y de personalidad que según el Dr. Edward Bach, son los causantes de una perturbación que condiciona el terreno a las enfermedades y perturba procesos de autocuración natural. Dos estudios científicos orientados a verificar su utilidad encontraron que ésta no es mayor que la de un placebo. 
Por otro lado, existe bibliografía con estudios que defienden la efectividad de la llamada «medicina vibracional» o «medicina energética», en cuya categoría entrarían los remedios florales del Dr. Bach. La denominación de «medicina vibracional» no es adecuada para este sistema, ya que se trata de productos símil homeopáticos estando habilitados como homeopáticos en determinados países (Canadá, etc.)

## Escritos
Literatura médica e investigaciones:
- The Relation of Vaccine Therapy to Homoeopathy, The British Homoeopathic Journal, abril de 1920. (Trabajo también presentado en una exposición para la London Homoeopathic Society).
- "The Nature of Serum Antitrypsin and its Relation to Autolysis and the Formation of Toxins", Bach E.; Teale F.H., The Proceedings of The Royal Society of Medicine, 1920.
- The Relation of Autotryptic Titre of Blood to Bacteria Infection and Anaphylaxis, F.H. Teale & E. Bach, The Proceedings of The Royal Society of Medicine, 1920.
- The fate of ‘washed spores’ on inoculation into animals, with special reference to the Nature of Bacterial Toxaemia, F.H. Teal & E. Bach, Journal of Pathology and Bacteriology, 1920.
- Intestinal Toxaemia in its Relation to Cáncer, Congreso Homeopático Británico, Londres, 1924.
- “La enfermedad crónica, una hipótesis en acción”, Edward Bach, Charles E. Wheeler, 1925.
- "El Problema de la Enfermedad Crónica", E. Bach, C.E. Wheeler y T.M. Dishington, Congreso Homeopático Internacional, Londres, 1927.
- "An Effective Method of Combating Intestinal Toxaemia", The Medical World, Londres, 1928.
- "The Rediscovery of Psora", The British Homoeopathic Journal, 1929.
- "An Effective Method of Preparing Vaccines for Oral Administration", Medical World, 1930.
- "Some New Remedies and New Uses", Homoeopathic World, 1930.
- "Some Fundamental Considerations of Disease and Cure", Homoeopathic World, 1930.

Escritos florales:
- Salgamos al Sol (Cúrate a Ti mismo), 1930.
- Cúrese Usted Mismo - Una explicación de la Causa Real y Cura de la Enfermedad". 1931.
- Libérese a Usted mismo, 1932.
- Los doce curadores y otros remedios, 1933.